# أجراس القديسة مريم (فلم)
أجراس القديسة مريم (بالإنجليزية: The Bells of St. Mary's) هو فيلم دراما تم إنتاجه في الولايات المتحدة وصدر في سنة 1945.

## الميزانية والإيرادات
حقق أرباحا تقدر بـ 21,333,333 (United States) دولار.

### ترشيحات وجوائز
| السنة | الحدث  | الفئة     | النتيجة |
| ----- | ------ | --------- | ------- |
|       | أوسكار | أفضل فيلم | ترشـيـح |

## وصلات خارجية
- مقالات تستعمل روابط فنية بلا صلة مع ويكي بيانات

1. ↑  Whitburn، Joel (1986). Pop Memories 1890-1954. Wisconsin, USA: Record Research Inc. ص. 110. ISBN:0-89820-083-0. مؤرشف من الأصل في 2019-12-15.
2. ↑  Crowther، Bosley (7 ديسمبر 1945). "Movie Review - The Bells of St. Mary's". نيويورك تايمز. مؤرشف من الأصل في 2016-03-11. اطلع عليه بتاريخ 2016-03-11.
3. ↑  Variety 12 September 1945 p 12 نسخة محفوظة 17 مارس 2017 على موقع واي باك مشين.